# Pelle das Polizeiauto

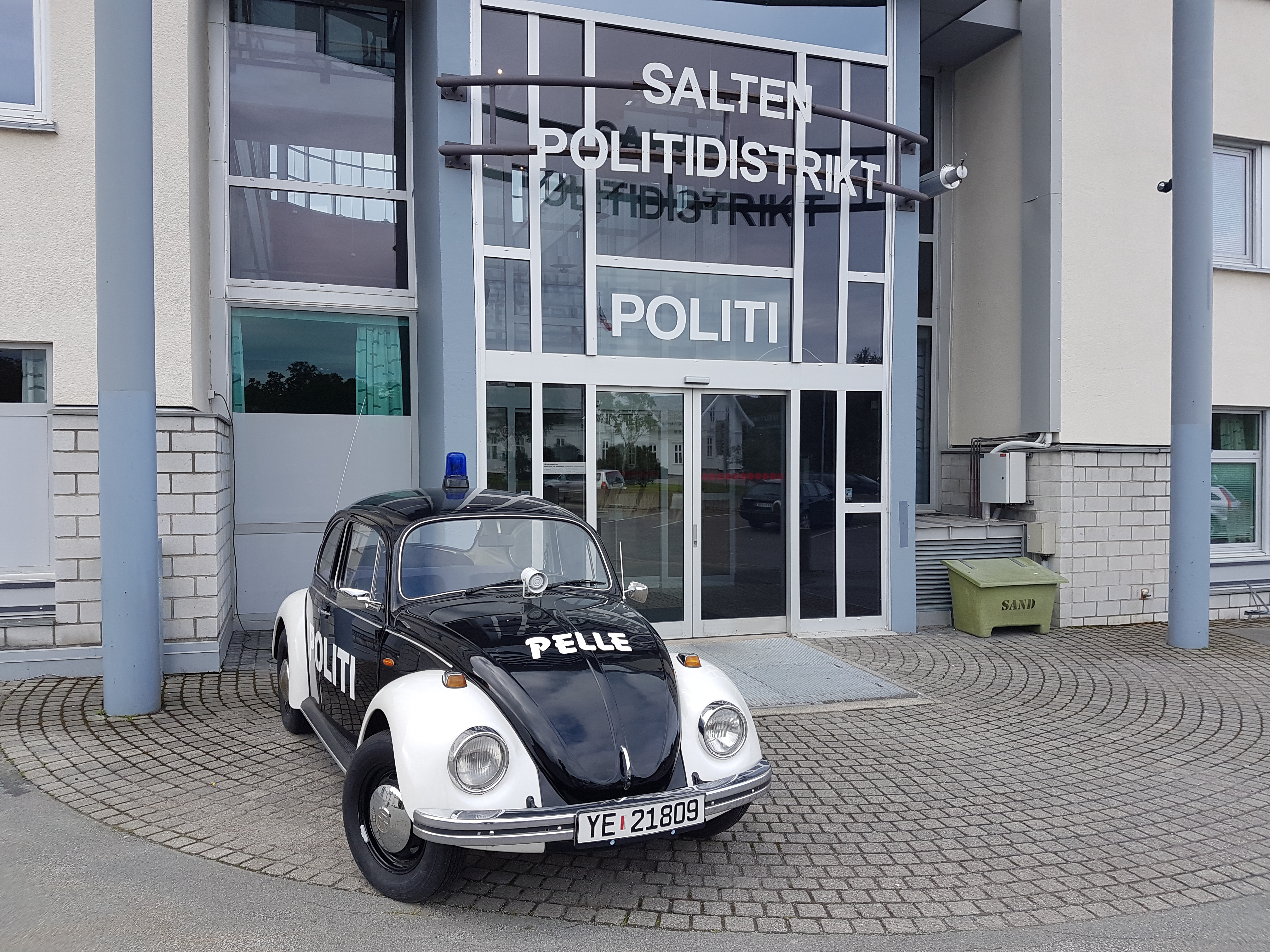
Pelle 2016 vor der Polizeistation in Bodø

Pelle das Polizeiauto (Bokmål: Pelle Politibil) ist eine fiktive Figur in Form eines VW Käfers (Typ 1) aus Norwegen. Der Polizist Åge Magnussen hat sie als Mittel zur Verkehrserziehung von Kindern in der Mitte der 1980er Jahre erdacht. Seinen ersten Auftritt hatte Pelle 1986 im Radio bei NRK in der Sendung Die Kinderstunde für die Kleinsten (Barnetimen for de minste). Es folgten eine bekannte TV-Serie im Jahre 1993 sowie zwischen 2002 und 2013 drei Filme in Kinolänge. Zudem tourte der Original-Käfer durch Norwegen, wo ihn mehr als 100.000 Kinder und Erwachsene bestaunen konnten. Heute steht Pelle vor der Polizeistation in Bodø. Es gibt feste Termine, an denen interessierte Einzelpersonen wie auch Kindergarten- und Schulklassen Pelle besuchen und hautnah erleben können.

## Serie und Filme
- Pelle politibil (Fernsehserie, fünf Folgen, 1993)[3]
- Pelle politibil (Film, 2002)
- Politibil går i vannet  (Pelle das Polizeiauto geht ins Wasser), Animationsfilm, 2010
- Pelle Politibil på sporet (Pelle das Polizeiauto auf der Spur), Animationsfilm, 2013

Der letzte Film wurde 2013 mit dem Amandapreis für den besten Kinder- und Jugendfilm ausgezeichnet. Neben den Medienproduktionen gibt es eine Reihe von Merchandise-Produkten von Pelle sowie mehrere Brettspiele. 2003 wurde eines von der norwegischen Spiel- und Multimediavereinigung (Norsk spill- og multimediaforening, NSM) zum Spiel des Jahres nominiert.